# Hughes XH-17
El Hughes XH-17 "Flying Crane" fue el primer proyecto de helicóptero de la división de helicópteros de la Hughes Aircraft Company. El XH-17, que tenía un sistema de rotor principal bipala con un diámetro de 41 m, todavía ostenta el récord mundial por volar con el sistema de rotor más grande. Era capaz de volar con un peso cargado de más de 23 000 kg, pero demostró ser demasiado ineficiente y pesado para ser producido en masa, más allá de la unidad prototipo.

## Diseño y desarrollo

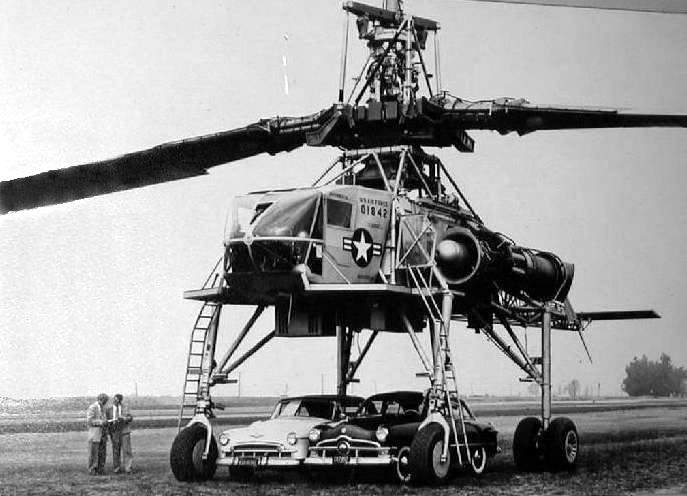
Dos coches aparcados debajo del XH-17 dan una idea de la escala.

El XH-17 era una rotonave pesada que fue diseñada para izar cargas de más de 15 toneladas métricas. Para acelerar la construcción, varias partes del XH-17 fueron reutilizadas de otras aeronaves. Las ruedas delanteras procedían de un North American B-25 Mitchell y las traseras, de un Douglas C-54 Skymaster. El depósito de combustible era una unidad montada en la bodega de bombas de un Boeing B-29 Superfortress. La cabina era de un planeador militar Waco CG-15 y se usó el rotor de cola de un Sikorsky H-19 Chickasaw para controlar la guiñada.
A finales de los años 40, Hughes desarrolló interés por los helicópteros. En agosto de 1947, el fabricante de helicópteros Kellett vendió su diseño para el gigante XH-17 Sky Crane a Hughes, que hizo oficial el desarrollo del mismo vehículo de investigación. En 1948, el XH-17 comenzó a tomar forma. El helicóptero gigante fue probado en Culver City, California, durante un periodo de tres años, comenzando en 1952. El XH-17 voló en 1953 con un peso cargado en exceso de 23 000 kg (50 000 libras). Aún ostenta el récord por volar con el sistema de rotor más grande. Solo fue construido un ejemplar, ya que la aeronave era demasiado pesada e ineficiente para garantizar más desarrollo.
El sistema de propulsión era poco usual. Se usaban dos motores turborreactores General Electric J35, enviando aire sangrado a través del eje del rotor. Las palas eran huecas, y el aire caliente comprimido viajaba a través de las mismas a unos reactores de punta, donde se inyectaba el combustible. En vuelo, el rotor principal giraba a una sosegada velocidad de 88 revoluciones por minuto, menos de la mitad de la velocidad típica de un rotor de helicóptero. Como el rotor era propulsado desde las puntas, en lugar de desde el eje, se requería poca compensación del par motor, la mayoría debido a la fricción de los rodamientos del rotor principal. De este modo, el XH-17 tenía un pequeño rotor de cola, comparado con su rotor principal. Este sistema propulsor era ineficiente, limitando a la aeronave de pruebas a un alcance de solo 64 km.
El XH-28 fue un derivado con peso máximo de 47 000 kg (104 000 libras). Aunque se realizó una maqueta de madera, el programa fue cancelado y no se construyó ninguno.

## Variantes
XH-17
Prototipo de helicóptero experimental, uno construido.
XH-28
Derivado del XH-17, no construido.

## Operadores
Estados Unidos
- Fuerza Aérea de los Estados Unidos

## Especificaciones

### Características generales
- Tripulación: Tres (piloto, mecánico, ingeniero de pruebas en vuelo)
- Longitud: 16,3 m (53,3 ft)
- Diámetro rotor principal: 39,6 m (130 ft)
- Altura: 9,2 m (30,1 ft)
- Área circular: 1233,2 m² (13 274,4 ft²)
- Peso vacío: 12 956 kg (28 555 lb)
- Peso cargado: 14 184 kg (31 261,5 lb)
- Peso útil: 4665 kg (10 281,7 lb)
- Peso máximo al despegue: 19 731 kg (43 487,1 lb)
- Planta motriz: 2× generador de gas General Electric 7E-TG-180-XR-17A.
  - Potencia: 2600 kW (3585 HP; 3536 CV) cada uno.

### Rendimiento
- Velocidad máxima operativa (Vno): 145 km/h (90 MPH; 78 kt)
- Velocidad crucero (Vc): 137 km/h (85 MPH; 74 kt)
- Alcance: 64 km (35 nmi; 40 mi)
- Techo de vuelo: 3995 m (13 107 ft)
- Régimen de ascenso: 8,4 m/s (1654 ft/min)
- Carga del rotor: 12 kg/m2 (2,4 lb/sq ft)
- Potencia/peso: 0,182 kW/kg (0,111 hp/lb)

## Aeronaves relacionadas

### Aeronaves similares
- Sikorsky CH-54 Tarhe
- Sikorsky S-64 Skycrane

### Secuencias de designación
- Secuencia H-_ (Helicópteros de la USAF, 1948-1962): ← H-13/J - H-15 - H-16 - H-17 - H-18 - H-19 - H-20 -- H-25 - H-26 - H-27 - H-28 - H-29 - H-30 - H-31 →